# Padonkamm

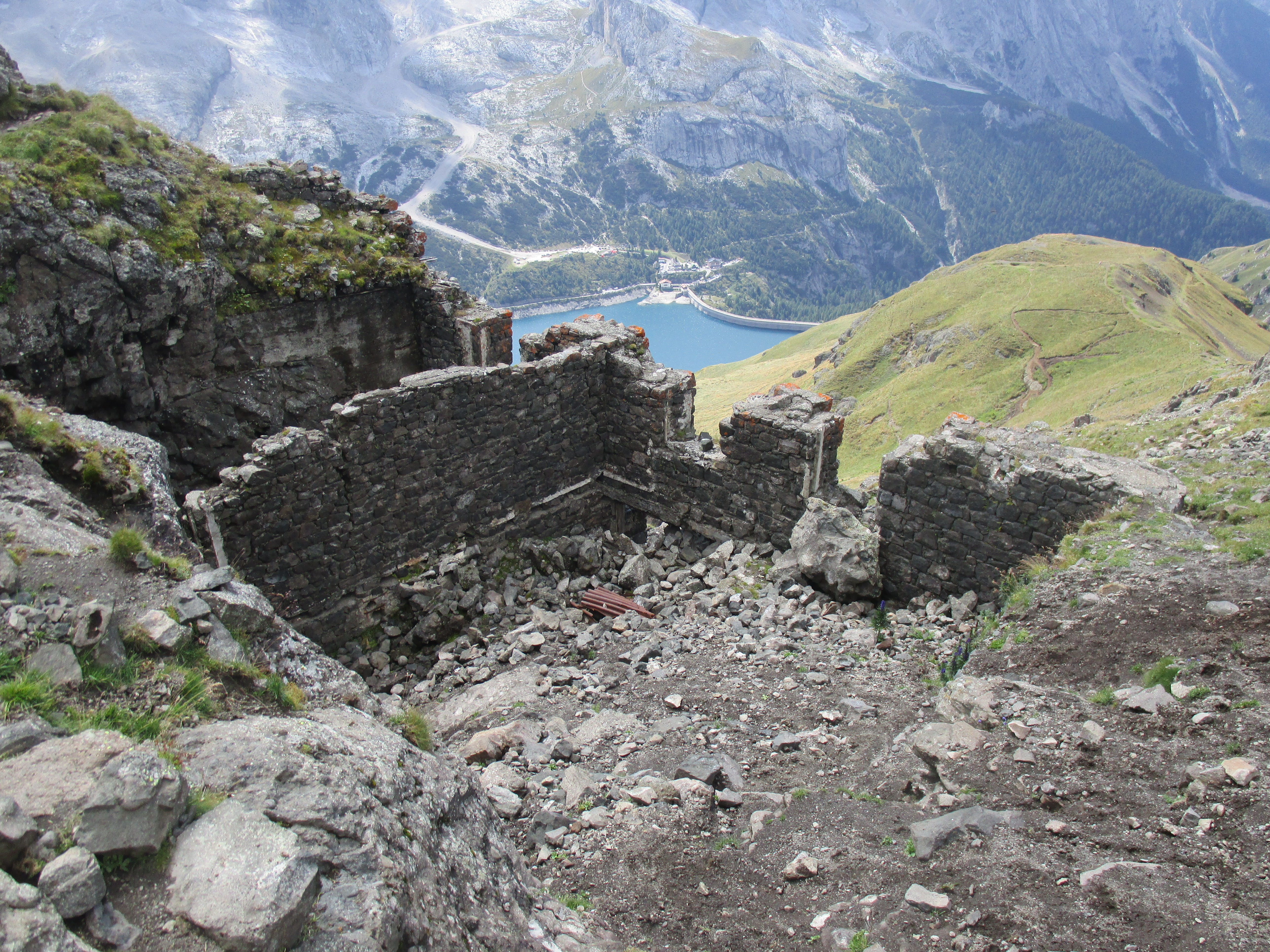
Verfallene Stellung am Padonkamm

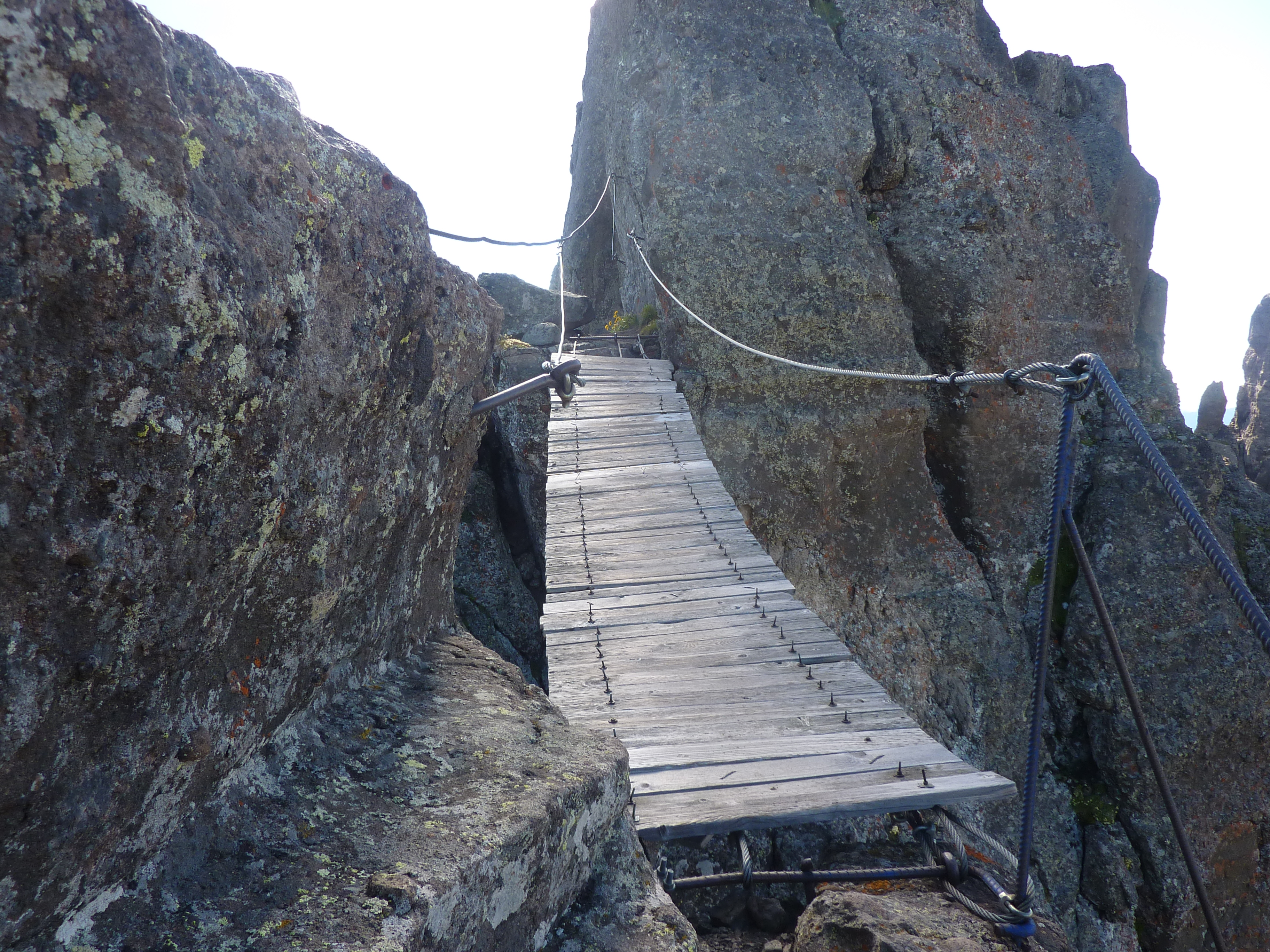
Hängebrücke am Trincée-Klettersteig

Der Padonkamm (auch Padònkamm, italienisch Crepes de Padon) ist ein vergleichsweise unbekannter Gebirgskamm in den Dolomiten. Er verläuft großteils entlang der Grenze zwischen den italienischen Provinzen Trient und Belluno. Höchste Erhebung ist der Gratzacken La Mesola (auch Bec de Mezdi oder Sass de Mezdi) mit 2727 m s.l.m.

## Lage und Umgebung
Der Padonkamm erstreckt sich vom Pordoijoch südostwärts und läuft in Richtung Rocca Pietore aus. Im Norden und Osten wird der Gebirgszug vom oberen Buchensteintal mit der Ortschaft Arabba begrenzt, südlich liegt der Passo Fedaia mit dem gleichnamigen Stausee. Westlich schließt das Fassatal mit der Gemeinde Canazei an. Angrenzende Gebirgsgruppen sind der Sellastock im Norden und die Marmolata im Süden.
Der höchste Gipfel La Mesola weist eine Dominanz von 2,8 km zum Sasso d’Undici (2801 m) und eine Schartenhöhe von 488 m zum Pordoijoch auf.

## Geologie
Die Gesteine des Padonkamms erscheinen im Vergleich zu den umliegenden Gebirgsgruppen dunkel und stark verwittert. Grund hierfür ist der vulkanische Ursprung, auf den auch der geologische Bau des benachbarten Col di Lana zurückgeht. Die Ablagerungen entstanden aus erstarrenden Lavaaustritten im Penninischen Ozean der mittleren Trias. Ihre im Vergleich zum Dolomitgestein geringere Härte macht sie anfälliger für Verwitterungsvorgänge aller Art, womit auch die niedrigere Seehöhe zu erklären ist.

## Geschichte
Wie viele andere Teile der Dolomiten war der Padonkamm im Ersten Weltkrieg Schauplatz erbitterter Kämpfe. Von den Grauen des Krieges zeugen heute neben einer rekonstruierten Hängebrücke zahlreiche Kavernen, verfallene Stellungen, eine ehemalige Feldküche sowie zwei wieder begehbare Stollen, die sich immer wieder zum österreichisch besetzten Marmolatagletscher öffnen.
Eine Verebnung am Ostgipfel der Mesola diente den Italienern zum Positionieren von Scheinwerfern, mit denen der ebenfalls österreichisch besetzte Col di Lana angestrahlt wurde.

## Tourismus
Über den wild zerklüfteten, zentralen Padonkamm führt mit der Via ferrata delle Trincée (dt.: Schützengraben-Steig) ein beliebter Klettersteig, der sich entlang von Kriegspfaden über den Grat windet und sich stellenweise sehr exponiert präsentiert. Der Steig mit der Schwierigkeit D sollte nur von absolut trittsicheren und schwindelfreien Bergsteigern mit gewisser Erfahrung begangen werden. Als Verlängerung des „Trincée“ wird gerne die Alta via delle Creste (dt.: Grate-Höhenweg) beschritten, bei der zwei Stollen (Stirnlampe erforderlich) passiert werden müssen. Parallel verläuft südseitig der Sentiero Geologico di Arabba.
Großer Beliebtheit erfreut sich auch der Bindelweg, der als unschwierige Wanderung an der Südseite des westlichen Kamms entlang führt. Teile des Weges dienten ursprünglich als Handelsroute, auf der hauptsächlich Mehl transportiert wurde. Häufig anzutreffen sind auch Mountainbiker, die die gut ausgebauten Wanderwege nutzen. Im Sommer 2016 soll ein eigenes Trail-Netz mit der Porta Vescovo als Mittelpunkt eröffnet werden.
Im Winter ist der Padonkamm Teil der Sella Ronda. Die Forcella Europa (2538 m) bzw. die etwas niedriger gelegene Porta Vescovo stellen die höchsten Punkte dieser populären Skischaukel dar. Auf der Nordseite liegen mehrere Lifte, die die Skigebiete von Arabba und Malga Ciapela-Marmolata miteinander verbinden. Die Gondelbahn auf die Porta Vescovo und der Sessellift auf den Passo Padon können auch im Sommer als Aufstiegshilfen genutzt werden. Im Westen grenzt das zu Canazei gehörende, nach dem zweithöchsten Gipfel des Padonkamms benannte  Skigebiet „Belvedere“ an die Felsengruppe „Sasso Becce“, die den westlichen Endpunkt der Padonkette markiert.

## Gipfel
Gereiht nach Seehöhe existieren folgende Gipfel im Padonkamm:
- La Mesola (Bec de Mezdi) (2727 m)
- Belvedere (2650 m)
- La Mesolina (Monte Mesola) (2642 m)
- Le Forfes (2585 m)
- Col del Cuc (2563 m)
- Sass Ciapel (2557 m)
- Cima Crode Larice (2535 m)
- Sasso Becce (2534 m)
- Monte Padon (2512 m)
- Monte Laste (2438 m)
- Monte Migogn (2384 m)
- Sass de Roi (2372 m)
- Monte Foppa (2203 m)

## Stützpunkte
- Bivacco Bontadini (2552 m)
- Rifugio Luigi Gorza, Porta Vescovo (2478 m), nur im Winter geöffnet
- Rifugio Viel dal Pan (2432 m), nur im Sommer geöffnet
- Rifugio Passo Padon (2407 m)
- Rifugio Fredarola (2400 m)
- Rifugio Sass Becè (2380 m)
- Rifugio Migon (1660 m)

## Bilder

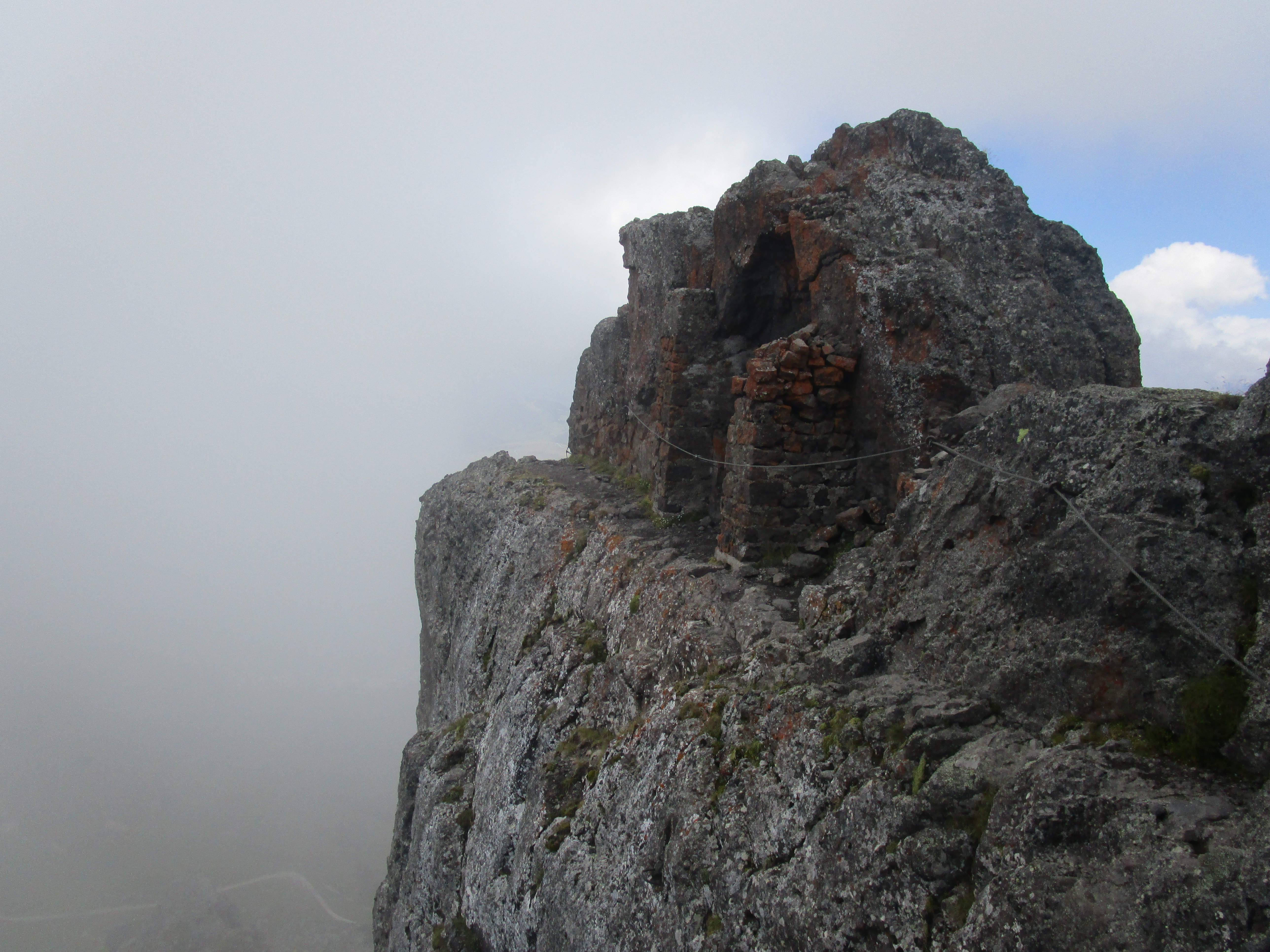
Kaverne östlich von La Mesola
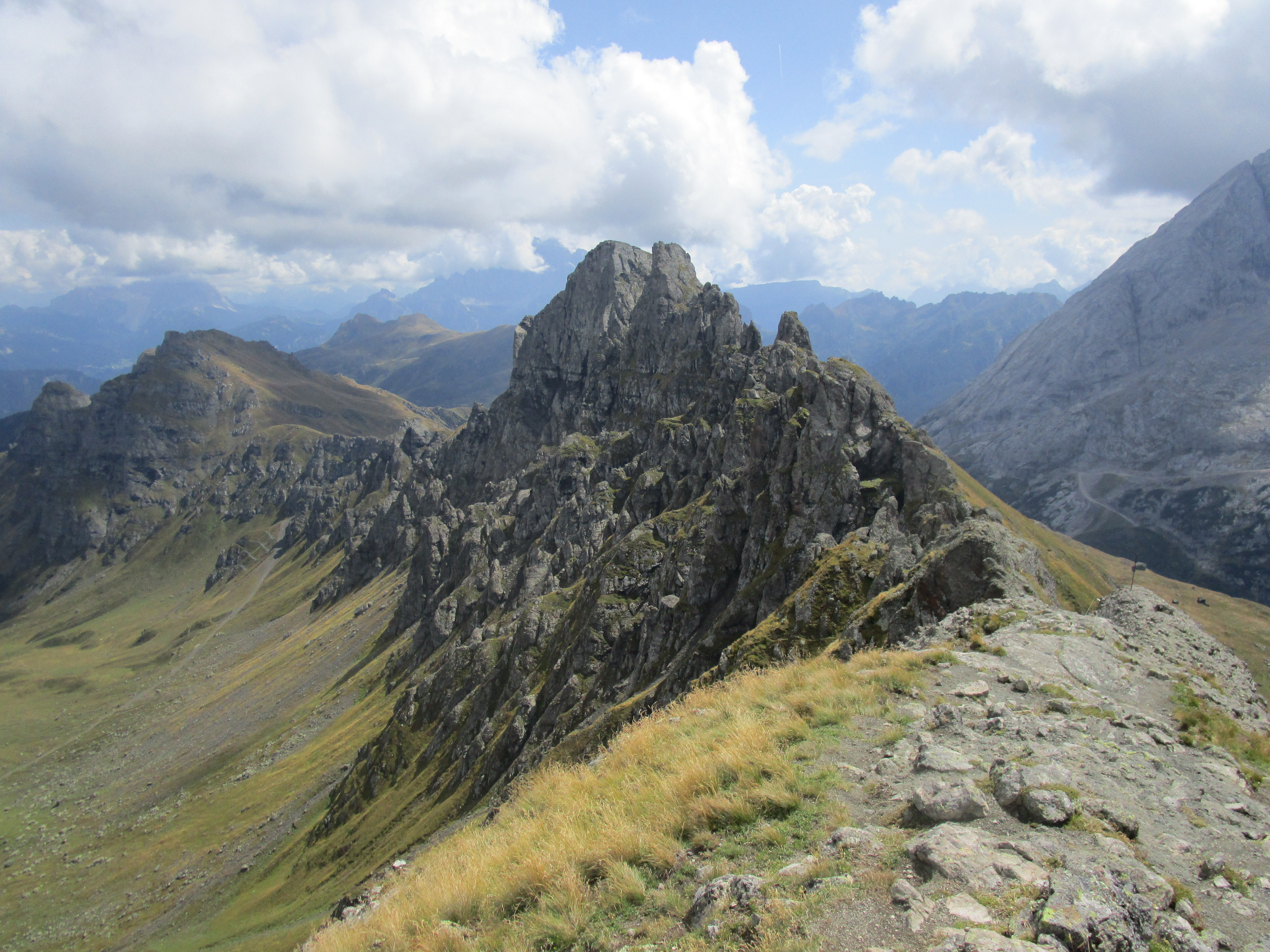
Ostabschnitt des zentralen Padonkamms
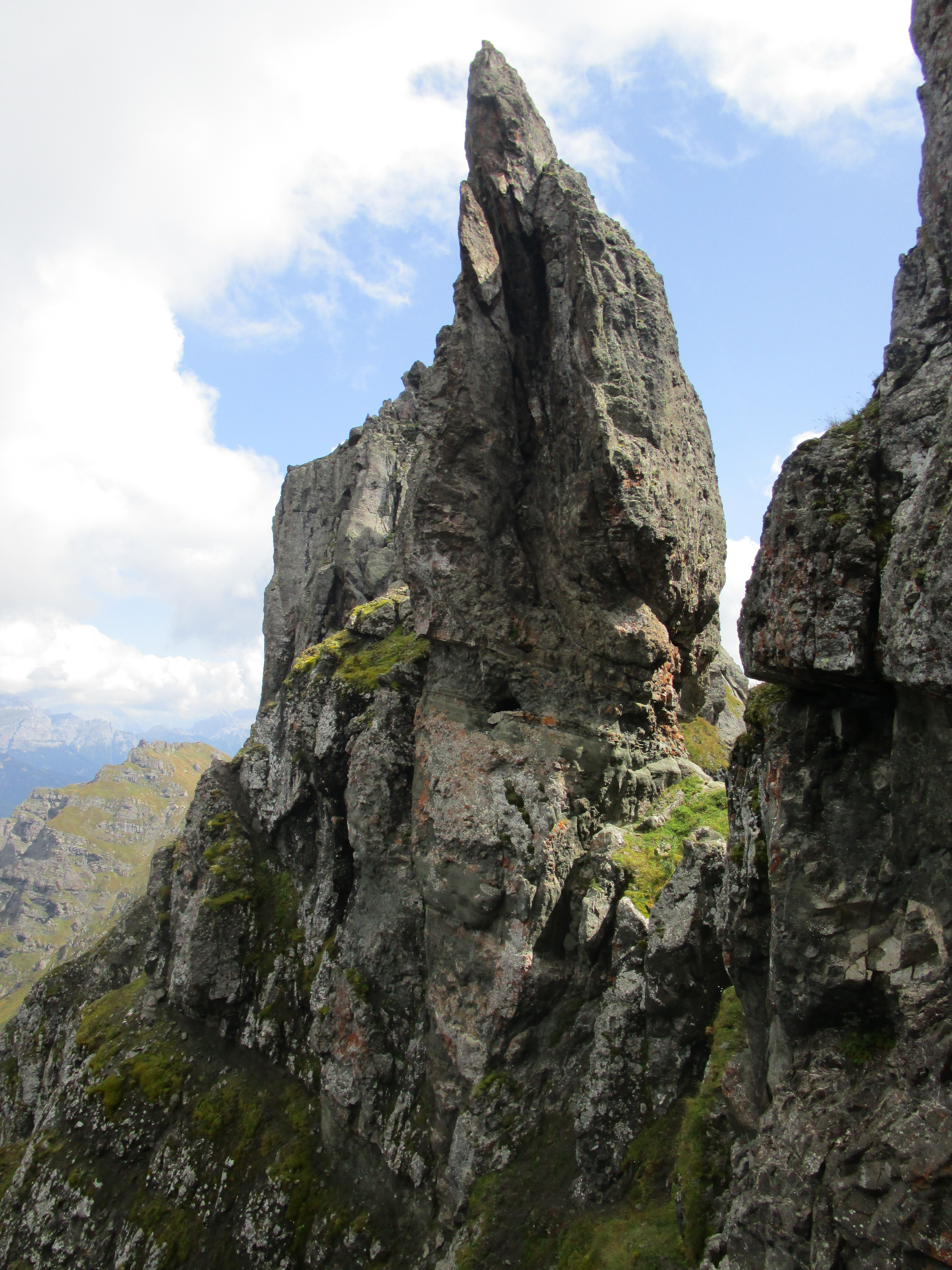
Wild zerklüfteter Grat an der Via delle Creste
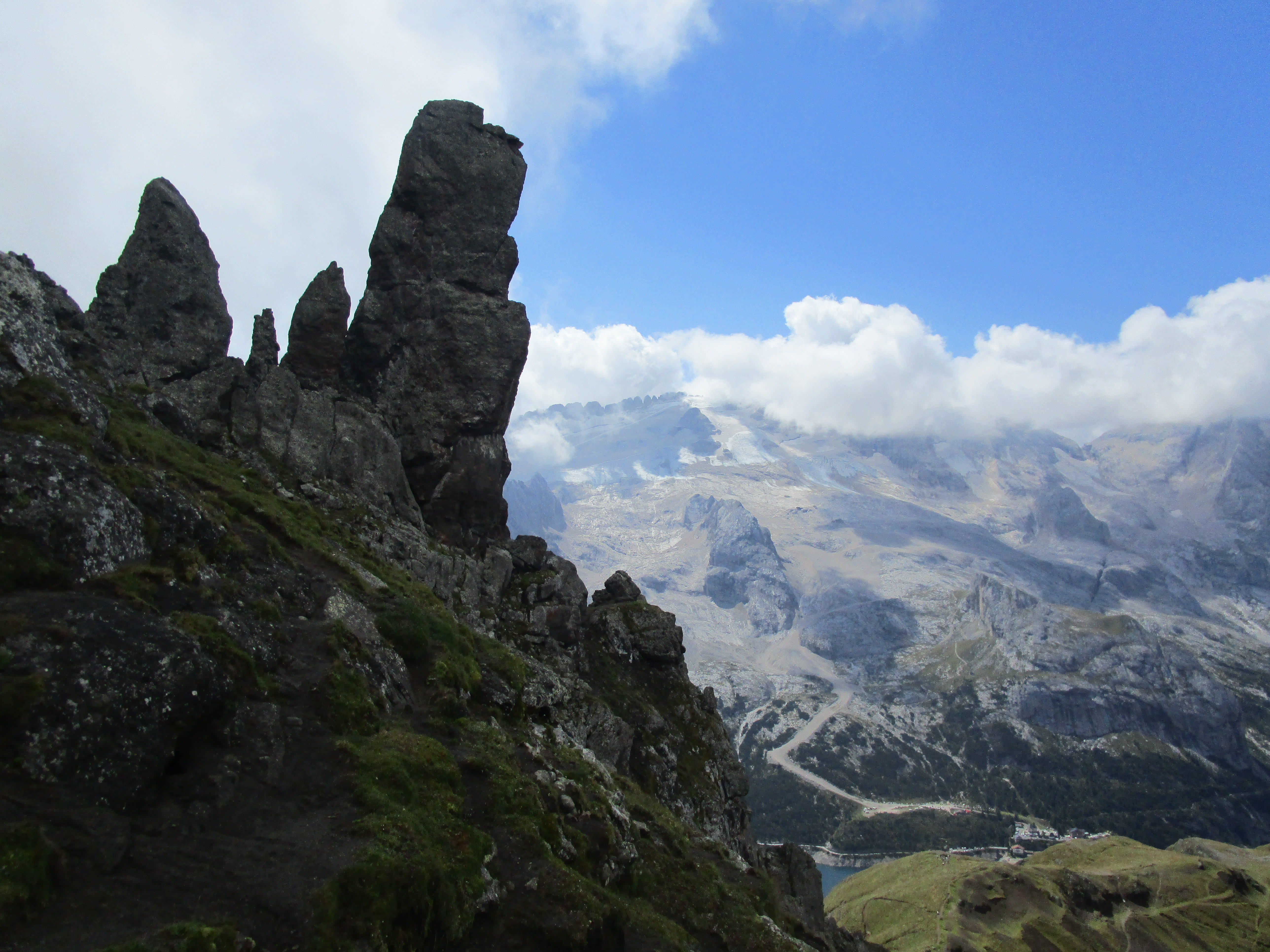
Blick vom Padonkamm zur Marmolata
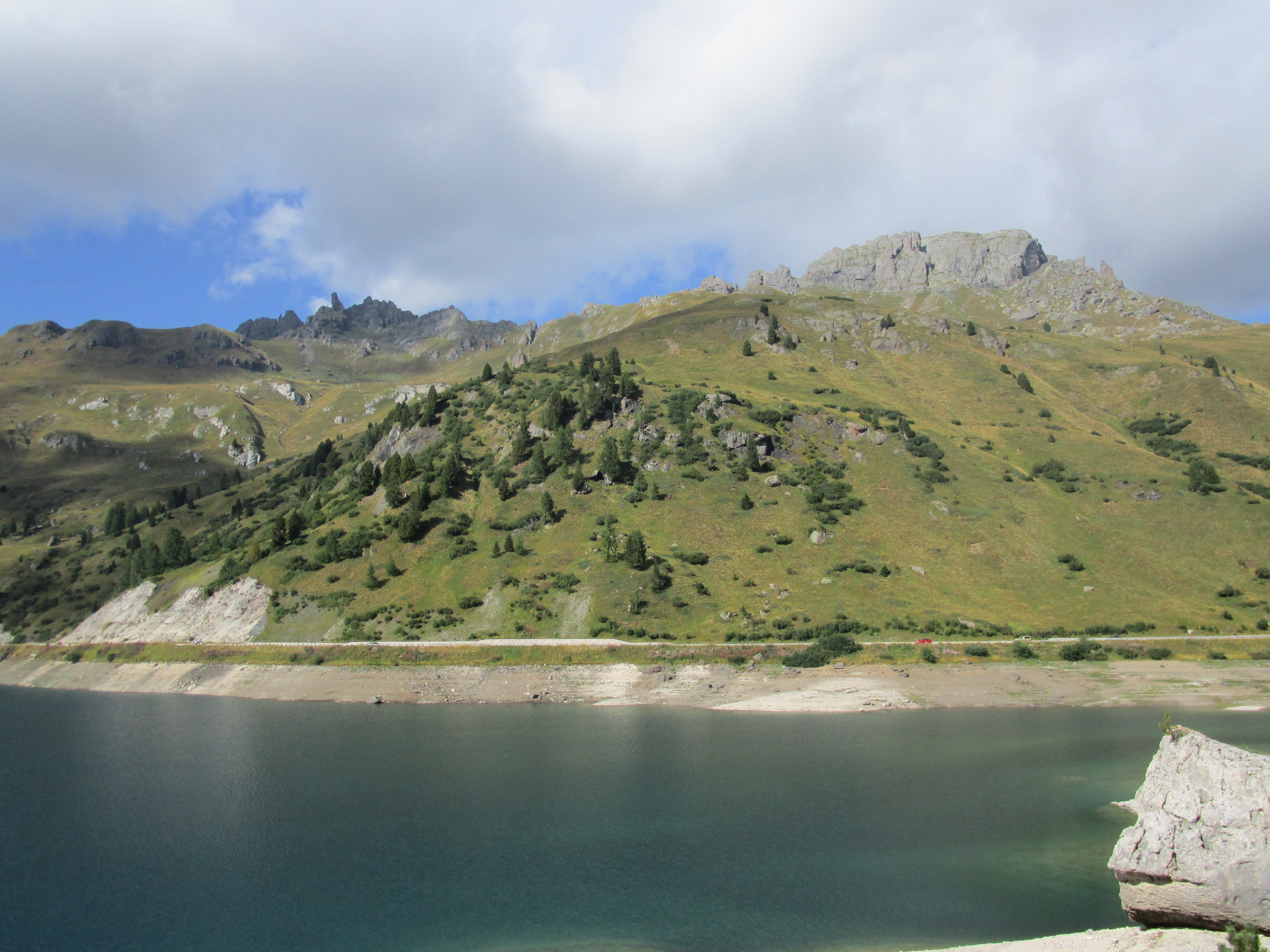
Padonkamm vom Fedaiasee-Südufer
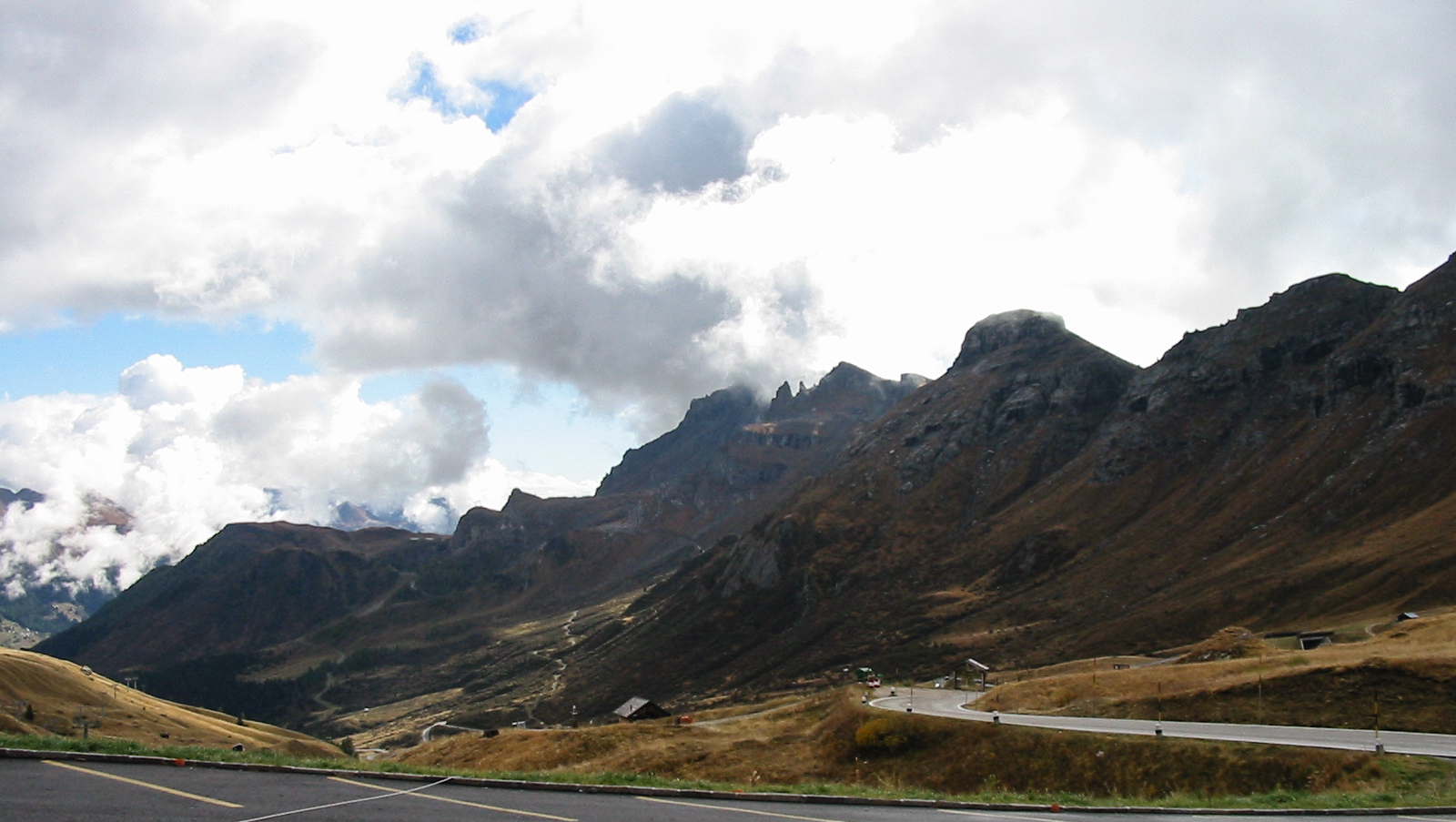
Nordseite des Padonkamms, vom Pordoipass aus
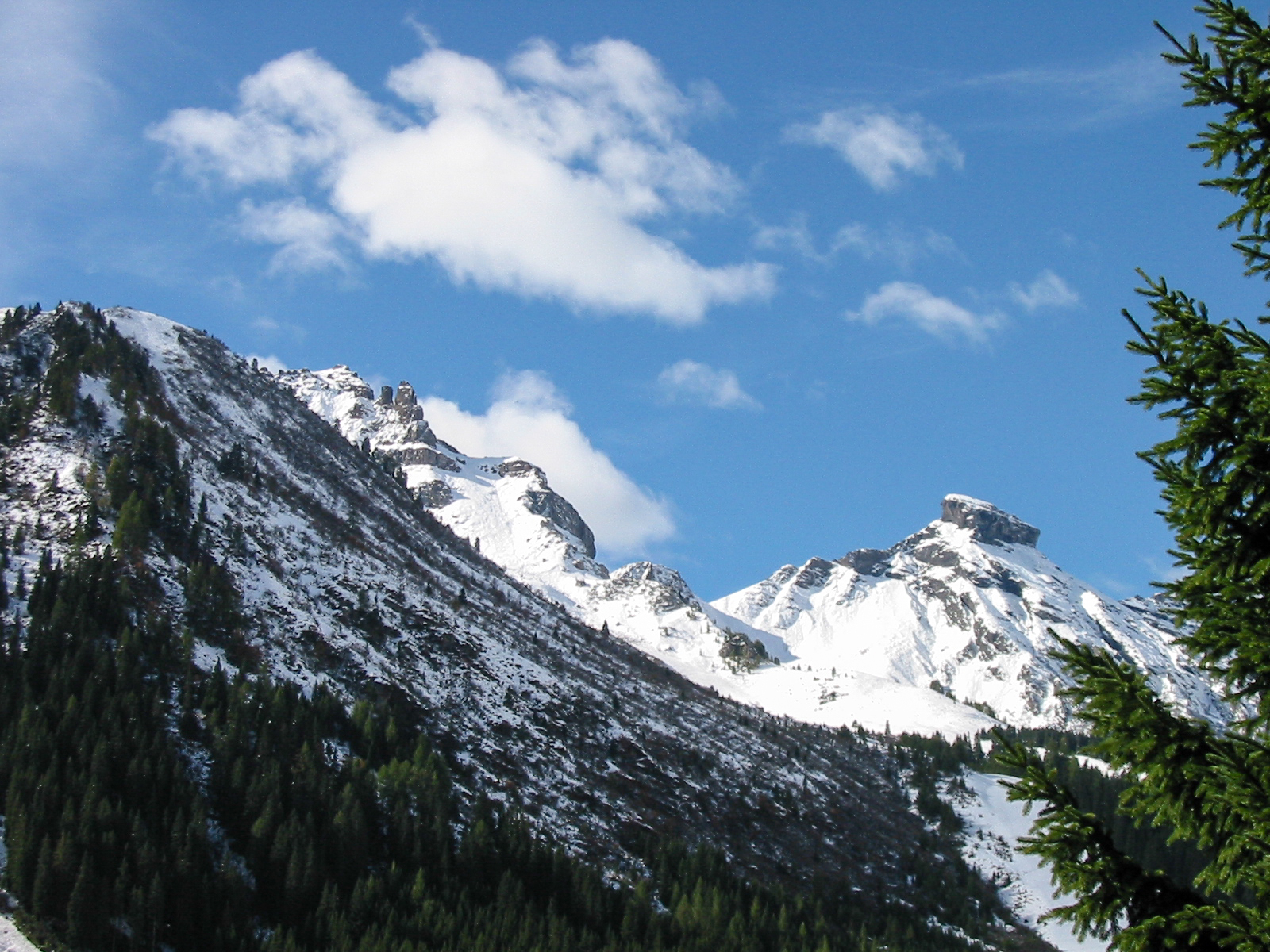
Padonkamm Nordseite. Links die Mesola-Türme, rechts Sass Cappello
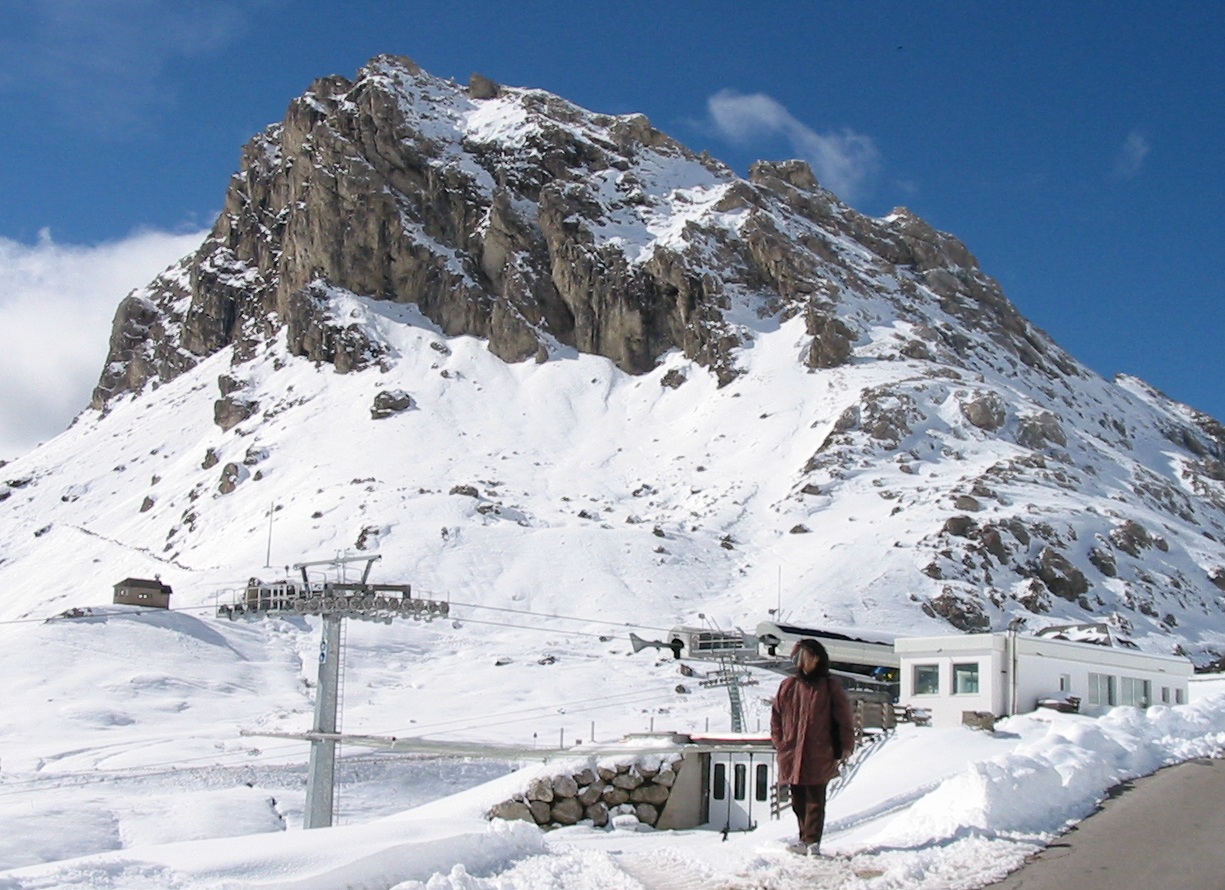
Sasso-Becce-Felsen am Pordoipass
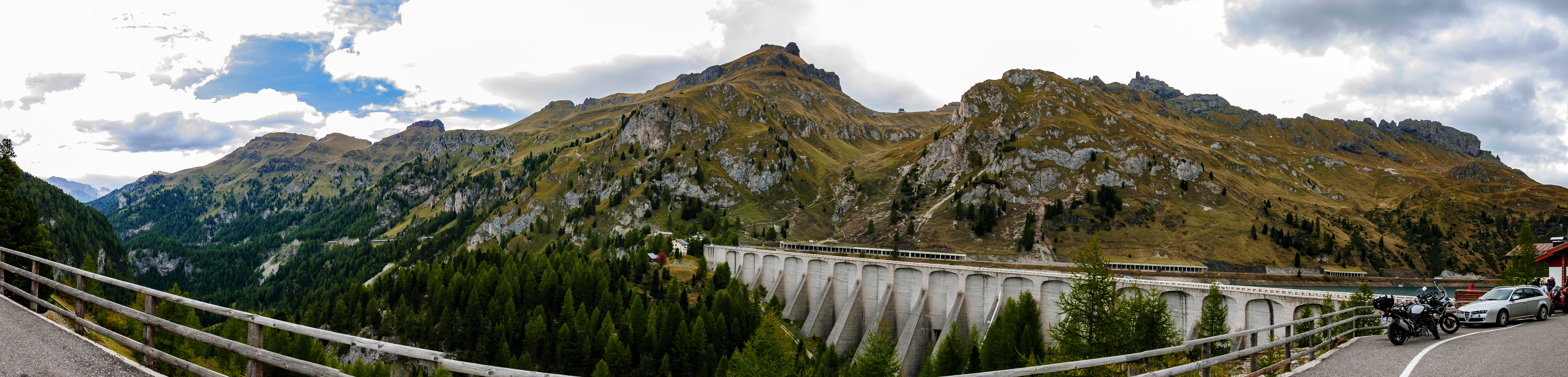
Südseite des Padonkamms
Nordseite des Padonkamms